# Boxe aux Jeux méditerranéens de 1983
Navigation
Édition précédente Édition suivante
Les compétitions de boxe anglaise de la 9e édition des Jeux méditerranéens se sont déroulées du 3 au 17 septembre 1983 à Casablanca, Maroc.

## Résultats

### Podiums
| Catégories                    | Or                   | Argent           | Bronze                               |
| Poids mi-mouches (-48 kg)     | Brahim Brahimi       | Fayek Adly Azed  | Salvatore Todisco Mohamed Haddad     |
| Poids mouches (-51 kg)        | Gamal el-Komy        | Ljubisa Simic    | Mustafa Kouchane Salih Karasahinoglu |
| Poids coqs (-54 kg)           | Abdelhak Achik       | Talal Eichawa    | Bellil Vukasin Dobrasinovic          |
| Poids plumes (-57 kg)         | Noureddine Boughanmi | Dragan Konovalov | Azeddine Said Maazaoui               |
| Poids légers (-60 kg)         | Mustafa Fadli        | Mehmet Demir     | Konstantinos Sirras Mersaal          |
| Poids super-légers (-63,5 kg) | Lofti Belkhir        | Mirko Puzovic    | Jean Ghazzal Ali Bessad              |
| Poids welters (-67 kg)        | Khemais Refai        | Luciano Bruno    | Laachira Sreten Mirkovic             |
| Poids super-welters (-71 kg)  | Abdellah Tibazi      | Ahmet Candas     | Romolo Casamonica Christophe Tiozzo  |
| Poids moyens (-75 kg)         | Raouf el-Bahri       | Hussein Kordija  | Nusret Redzepi Hadi                  |
| Poids mi-lourds (-81 kg)      | Mustapha Moussa      | Mohamed el-Sayed | Abdesetar Bahri Antonio Manfredini   |
| Poids lourds (+81 kg)         | Mohamed Bouchiche    | Angelo Musone    | Xhevdet Peci Khalid Helmy            |

### Tableau des médailles
| Place | Pays              | Médaille d'or | Médaille d'argent | Médaille de bronze | Total |
| ----- | ----------------- | ------------- | ----------------- | ------------------ | ----- |
| 1     | Tunisie           | 4             | 0                 | 1                  | 5     |
| 2     | Algérie           | 3             | 0                 | 4                  | 7     |
| 3     | Maroc             | 3             | 0                 | 3                  | 6     |
| 4     | Égypte            | 1             | 2                 | 2                  | 5     |
| 5     | Yougoslavie       | 0             | 3                 | 4                  | 7     |
| 6     | Italie            | 0             | 2                 | 3                  | 5     |
| 7     | Syrie             | 0             | 2                 | 2                  | 4     |
| 8     | Turquie           | 0             | 2                 | 1                  | 3     |
| 9     | Grèce             | 0             | 0                 | 1                  | 1     |
| 9     | France            | 0             | 0                 | 1                  | 1     |
| Total | 10 pays médaillés | 11            | 11                | 22                 | 44    |